# Žehra
Žehra este o comună slovacă, aflată în districtul Spišská Nová Ves din regiunea Košice. Localitatea se află la altitudinea de 426 m deasupra n.m., se întinde pe o suprafață de 9,658 km2 și în 2017 număra 2.399 de locuitori.

## Istoric
Localitatea Žehra este atestată documentar din 1245.

## Demografie
| An:                | 1994 | 2004    | 2014    | 2024    |
| ------------------ | ---- | ------- | ------- | ------- |
| Număr de persoane: | 1265 | 1696    | 2300    | 2767    |
| Diferență:         |      | +34,07% | +35,61% | +20,30% |

| An:                | 2023 | 2024   |
| ------------------ | ---- | ------ |
| Număr de persoane: | 2736 | 2767   |
| Diferență:         |      | +1,13% |